# Bostrychoplites cornutus
Bostrychoplites cornutus là một loài bọ cánh cứng trong chi Bostrychoplites.

## Hình ảnh

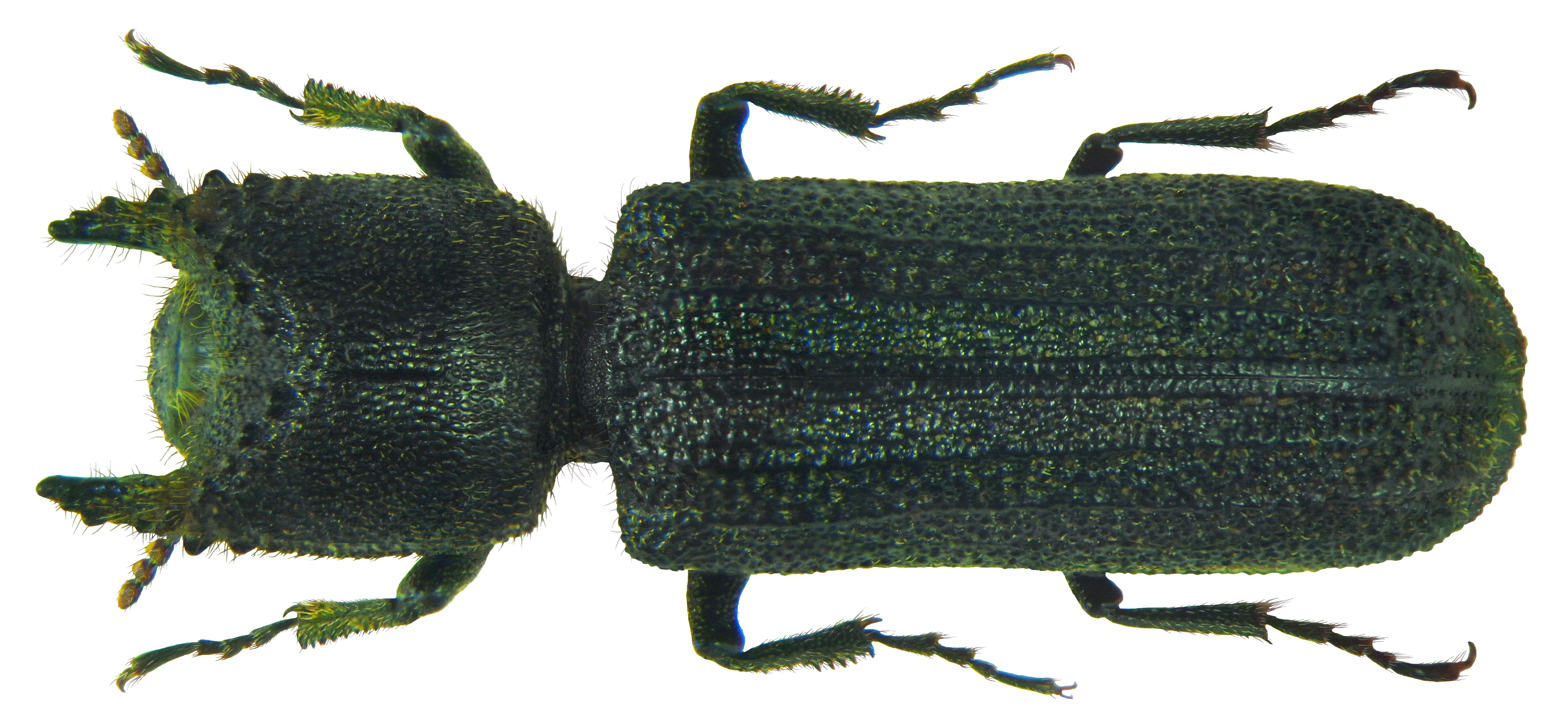
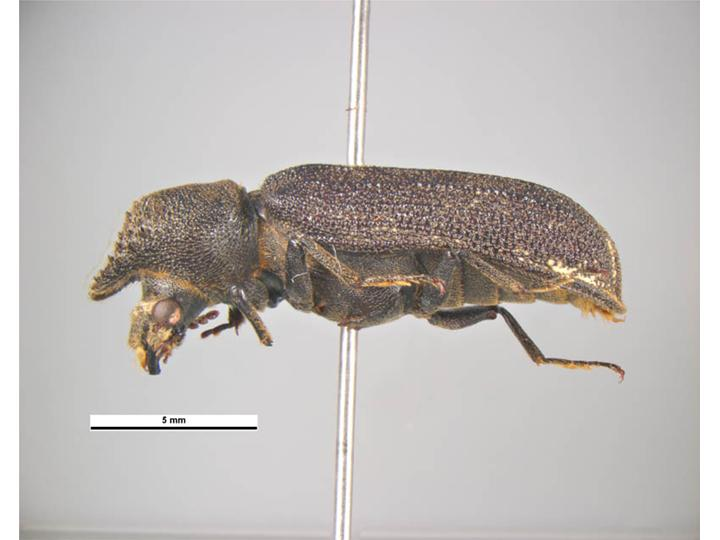